# Ericsson CPP
Ericsson Connectivity Packet Platform (tidigare Cello Packet Platform) eller bara CPP är en router-middleware utvecklad av Ericsson för ATM och TDM-kommunikation i det fasta telenätet samt W-CDMA i radionätet, men senare utökad för hantering av IP i det fasta telenätet och CDMA2000 för radionätet. CPP korrelerar till exempel en mobilanvändares IP-adress och IMSI och ser till att en teleoperatör kan sköta debitering. CPP hanterar signalsystem 7 och kan därigenom bland annat utgöra en brygga mellan klassiska telesystem, mobila nät och IP-nätverk. Systemet har ett användargränssnitt för övervakning och administration av datanät av dessa typer.
CPP består av två delar:
- En transportdel som hanterar de olika protokollen för kommunikation, signalering och överföring.
- En exekveringsdel som utgörs av systemets hårdvara och gränssnitt för utveckling av mjukvara.